# Каравуково
Каравуково (серб. Каравуково) — село в Сербії, належить до общини Оджаці Західно-Бацького округу в багатоетнічному, автономному краю Воєводина.

## Населення
Населення села становить 4215 осіб (2002, перепис), з них:
- серби — 4869 — 97,55%;
- мадяри — 26 — 0,52%;
- хорвати — 14 — 0,28%;
- македонці — 11 — 0,22%;

Решту жителів  — з десяток різних етносів, зокрема: чорногорці, югослави, бунєвці, німці і навіть з десяток русинів-українців.